# Isrá a Mi'rádž
Isrá a Mi'rádž (arabsky الإسراء والمعراج‎ al-'Isrá' wal-Mi'rádž) jsou dvě části Noční cesty, kterou měl podle muslimské tradice vykonat prorok Mohamed během jediné noci kolem roku 621. Krátký popis cesty se nachází v 17. súře Koránu, nazvané Noční cesta (Al-Isrá) a další detaily pocházejí z hadíthů.

## Příběh
Příběh v Koránu začíná v noci, kdy proroka Mohameda navštíví dva archandělé. Nejprve ho omyjí a poté ho na světelném hřebci Burákovi dovedou až do mešity v Jeruzalémě. Když vešli do mešity, konala se zde modlitba, které se účastnili všichni předcházející proroci. Ukazuje to, že lidstvo bylo k islámu vedeno už dříve. Poté následoval výstup do nebe (mirádž). Postupně navštívil všech sedm úrovní nebe, v kterých se setkal s různými náboženskými postavami (v první úrovni s Adamem, v sedmém s Abrahámem). V nebi viděl všechny krásy nebe.
Poté se setkal se samotným Bohem, jenž mu oznámil, že když vytvořil nebe a zem, nařídil vykonávat 50 modliteb. Při odchodu potkal Músu (Mojžíše). Ten ho přesvědčil, aby se za Bohem vrátil pro méně modliteb. Bůh jich pět odpustil, a když se Mohamed za Bohem vrátil podruhé, zredukoval počet modliteb na pět denně, přičemž každá představuje deset. (Podobný motiv viz Bible, Gn 18, 22–33 (Kral, ČEP)). Cestou zpět viděl karavany a poté se vrátil domů a usnul. Po probuzení mu lidé jeho cestu do Jeruzaléma nevěřili, až karavany, které se vrátily do města, jeho cestu potvrdily.
Mi'rádž je označení pro tu část Noční cesty, kde prorok Mohamed vystoupal do nebe, setkal se s Bohem, bylo mu oznámeno, že ho čeká podobný osud a Bůh mu předal pět modliteb islámu.

## Historické problémy související s touto události
Problém s verši, které popisuji Mohamedovou cestu do mešity v Jeruzalémě, je ten, že první chrám byl postaven izraelským králem Šalomounem a následně byl zničen babylonským králem Nebukadnesarem v roce 586 př. n. l. Dále generál Titus a jeho římští vojáci doslova srovnali druhý chrám v roce 70, více než pět století, než se konala tato údajná noční cesta do Jeruzaléma.
Navíc místo, které bylo nakonec nazvané mešita al-Aqsa nebyla postaven až do roku 690–691, kdy ji postavil chalífa Abdulmalik (nebo, jak někteří věří, rekonstruoval a rozšířil). Jak pozdní muslimský překladatel a komentátor Abdullah Yusuf Ali uvádí ve své poznámce pod čarou 2168:
| „ | Nejvzdálenější mešita musí odkazovat na místo chrámu Šalomouna v Jeruzalémě na kopci Moriah, v jehož blízkosti stojí Skalní dóm, nazvaný také mešita Hadhrat Umar. Toto a mešita známá jako nejvzdálenější mešita (mešita al-Aksá) byla dokončena Abdulmalikem v roce 690. Nejvzdálenější, protože to bylo místo uctívání nejvzdálenějšího západu, které bylo Arabům známo v době Svatého proroka: bylo to posvátné místo jak pro Židy, tak pro křesťany, ale křesťané pak měli navrch, protože to bylo byzantské. (Římské) impérium, které udržovalo patriarchu v Jeruzalémě. Hlavní data ve spojení s chrámem jsou: chrám postaven Šalomounem v roce 1004 př. n. l.; zničen Babyloňany pod vládou Nebukadnesara asi 586 př. n. l.; přestavěný pod Ezra a Nehemiah asi 515 př. n. l.; jeden z Alexandrových nástupců, Antiochos IV. Epifanés, 167 př. n. l.; obnovena Herodem, 17 př. n. l. až 29 n. l.; a kompletně srovnaný k zemi císařem Titem v roce 70. Tyto vzestupy a pády jsou mezi většími znameními v náboženské historii. | “ |
| — Ali, The Qur'an: Text, překlady a komentáře (anglické a arabské vydání) [Tahrike Tarsile Qur'an, Elmhurst NY: Hardcover Edition, leden 1987] str. 693. | |   |

S vědomím toho Ali tvrdil, že text ve skutečnosti odkazuje na místo chrámu, na rozdíl od samotné budovy, protože věděl, že žádný takový chrám neexistoval během Mohamedova času. Kruhovitost jeho úvah je zřejmá, protože Ali předpokládal, že Mohamed je pravý prorok, a proto nemohl být tak hloupý, že by si myslel, že v té době existovala skutečná budova.
Ali však potvrzuje, že masjid al-haram odkazuje na skutečnou fyzickou budovu, konkrétně na Ka'ba, a nikoli pouze na místo:
| „                         | Masjid je místem modlitby: zde se odkazuje na Ka'ba v Mekce. To ještě nebylo očištěno od svých idolů a předáno výhradně jedinému pravému Bohu. Bylo to symbolické pro nové poselství, které bylo dáno lidstvu. | “ |
| — Ali, str. 693, f. 2167. | |   |

## Lajlat al-Mi'rádž
Lajlat al-Mi'rádž je islámský svátek na paměť Mohamedovy Noční cesty. Připomíná se četbou legend o této podivuhodné cestě. Svátek je spojen s bohatou lidovou slovesností, v některých částech islámského světa tyto legendy tvoří podstatnou část literární tvorby.